# バナナ饅頭
バナナ饅頭（バナナまんじゅう）は、北海道十勝総合振興局中川郡池田町の銘菓。バナナを模した形状と風味が好まれ、100年以上の歴史を持つ。
類似商品は全国に存在しているが、1905年に作られた北海道池田町米倉商店のものが元祖と言われている。
本項では、池田町で販売されているバナナ饅頭に関してのみ扱う。また、簡単に米倉商店についても扱う。

## 特徴
この饅頭は、小麦粉・鶏卵で作った饅頭生地に、バナナの香料を混ぜ白あんを包んだもので、形状もバナナに似せている。バナナエッセンスを使用しているが、実際にバナナそのものが含まれているわけではない。これは、バナナ饅頭を作った当時、バナナは大変高価な果物で、入手しにくいバナナの風味を大衆に楽しんで貰おうと考案されたからである。

## バナナ饅頭と米倉屋の来歴
バナナ饅頭を販売する米倉屋（後の株式会社米倉商店）は、JR北海道根室本線池田駅の正面に位置している。バナナ饅頭が造られた1905年頃、北海道では釧路から始まった鉄道が一旦池田まで開通したところで、池田駅開業に伴い、それまで呉服や雑貨を扱っていた米倉三郎が駅弁屋を始めた。米倉は当初「親子弁当」を販売していたが、新商品として饅頭を販売した。当時は、駅構内で数人の立ち売りを使って売っていた。

## 販売
JR北海道池田駅・帯広駅・釧路駅他数箇所で販売されている。JRの特急「スーパーおおぞら」号の車内販売品目だったが、2017年3月4日のダイヤ改正でスーパーおおぞらの車内販売廃止となった。